# نظریه سامانه‌ها

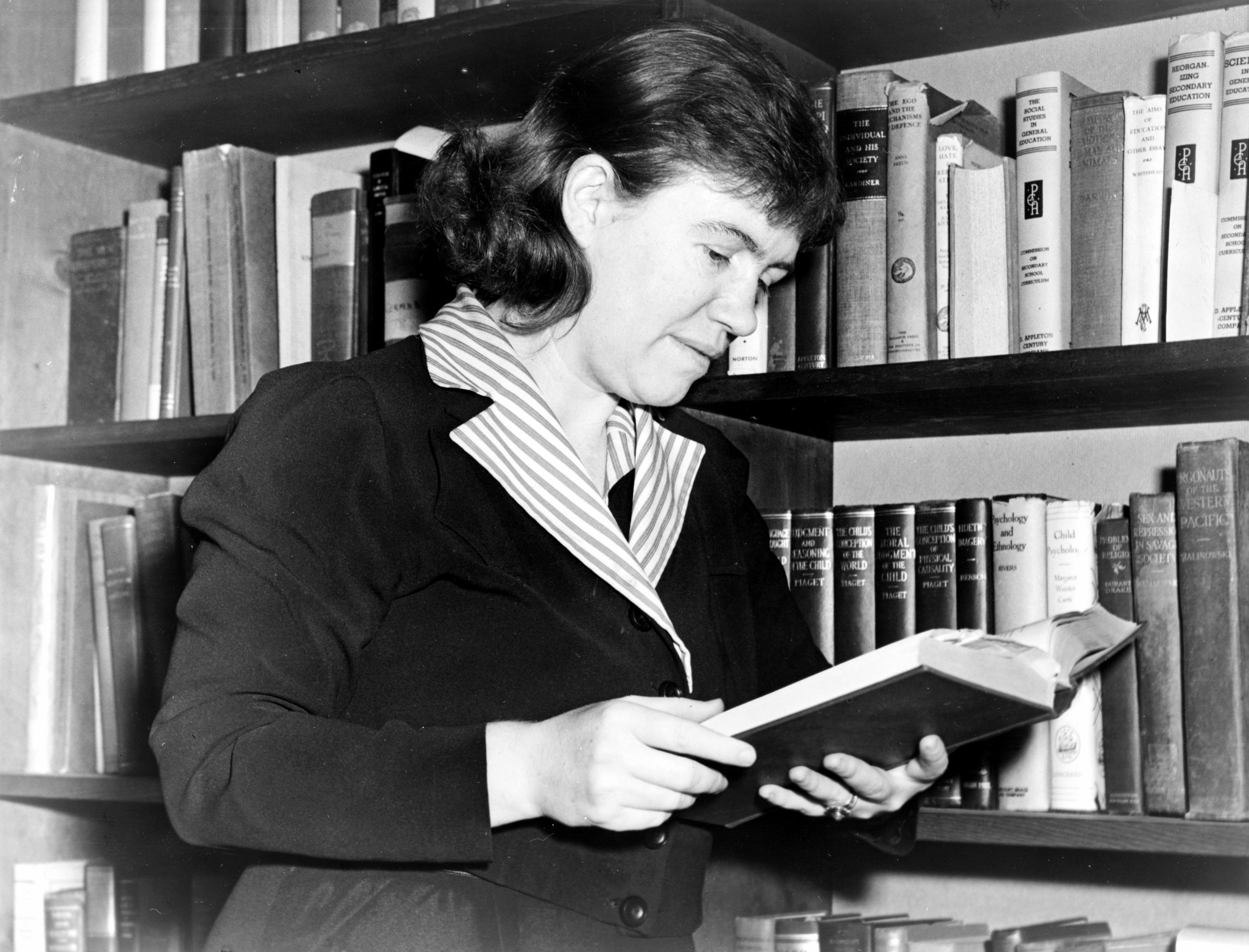
مارگارت مید از چهره‌های اثرگذار در نظریهٔ سامانه‌ها بود.

نظریهٔ سامانه‌ها یا نظریهٔ سیستم‌ها (به انگلیسی: Systems theory) زمینه‌ای میان‌رشته‌ای است که در پی بررسی و مطالعهٔ نظری و ریاضی سامانه‌های گوناگون برمی‌آید.
نظریه سامانه‌ها سه مرحلهٔ عمده را طی کرده‌است، ابتدا در سال‌های ۱۹۲۰ تا ۱۹۶۰ مفاهیم بنیادی آن درون و پیرامون رشته‌های مختلف توسعه پیدا کرد. در سال‌های ۱۹۷۰ تا ۱۹۹۰ برخی روش‌های کاربردی مانند سامانه‌های نرم و روش سامانه قابل (VSM) و دیگر روش‌های ساختاردهی پدید آمدند و اخیراً نظریهٔ پیچیدگی سامانه‌ها رخ نموده‌است. علاقه‌مندان به نظریهٔ سامانه‌ها معتقدند که نظریهٔ سامانه‌ها تقریباً در همهٔ رشته‌ها کاربرد دارد. اما رشتهٔ سامانه‌های اطلاعاتی رشد و توسعهٔ خودش را طی می‌کند. مفاهیم بنیادی نظریهٔ سامانه‌ها (در عصر مدرن) در مطالعات اوایل قرن بیستم در رشته‌هایی همچون زیست‌شناسی اندام‌وار (organismic biology)، بوم‌شناسی (ecology)، روان‌شناسی، سایبرنتیک، اقتصاد و مدیریت توسعه یافت. 
مطالعه سیستم ها، یعنی گروه های منسجمی از اجزای مرتبط و وابسته به هم که می توانند طبیعی یا ساخته دست بشر باشند. هر سیستمی دارای مرزهای علّی است، تحت تأثیر بافت خود، ساختار، عملکرد و نقش آن تعریف می شود و از طریق روابطش با سایر سیستم ها بیان می شود. یک سیستم معمولا "بیش از مجموع اجزای خود" تحرک و پویایی دارد. تغییر یک جزء از یک سیستم ممکن است بر سایر اجزا یا کل سیستم تأثیر بگذارد. ممکن است بتوان این تغییرات را در الگوهای رفتاری پیش بینی کرد. برای سیستم‌هایی که یاد می‌گیرند(Learning systems) و سازگار می‌شوند، رشد و درجه انطباق بستگی به این دارد که سیستم چقدر با محیط خود و سایر زمینه‌های مؤثر بر سازمانش درگیر است. برخی از سیستم ها از سیستم های دیگر پشتیبانی می کنند و سیستم دیگر را برای جلوگیری از خرابی حفظ می کنند. اهداف تئوری سیستم ها مدل سازی دینامیک، محدودیت ها، شرایط و روابط یک سیستم است. و برای روشن کردن اصول (مانند هدف، اندازه‌گیری، روش‌ها، ابزارها) که می‌توان آن‌ها را تشخیص داد و در سایر سیستم‌ها در هر سطح تو در تو، و در طیف وسیعی از زمینه‌ها برای دستیابی به هم‌پایانی بهینه‌سازی، تشخیص داد و اعمال کرد. 
نظریه عمومی سیستم‌ها در مورد توسعه گسترده مفاهیم و اصول قابل اجرا، در مقابل مفاهیم و اصول خاص یک حوزه دانش است و سیستم‌های پویا یا فعال را از سیستم‌های ایستا یا غیرفعال متمایز می کند. سیستم‌های فعال ساختارها یا اجزای فعالیتی هستند که در رفتارها و فرآیندها تعامل دارند یا از طریق شرایط مرزی متنی رسمی (جذب‌کنندگان) به هم مرتبط هستند. سیستم های غیرفعال ساختارها و اجزایی هستند که در حال پردازش هستند.  به عنوان مثال، یک برنامه وقتی که یک فایل دیسکی است غیرفعال است و وقتی که در حافظه اجرا می شود فعال است. این رشته با تفکر سیستمی، منطق ماشین و مهندسی سیستم‌ها مرتبط است. 

## تقسیم‌بندی نظریه سامانه‌ها
به صورت حداقلی نظریه‌ها و روش‌شناسی‌های مختلف نظریهٔ سامانه‌ها در پنج گروه قابل تقسیم‌بندی است:
1. نظریه عمومی سامانه‌ها
2. سایبرنتیک
3. پویایی‌شناسی سامانه‌ها (System dynamics)
4. سامانه‌های نرم و روش‌های ساختاردهی مسئله (Soft systems and problem structuring methods)
5. سامانه‌های انتقادی و چندروش شناسی (Critical systems and multi-methodology)

## نظریهٔ عمومی سامانه‌ها
نظریه عمومی سامانه‌ها (به انگلیسی General System Theory) یکی از شاخه‌های نظریه سامانه‌ها و البته قدیمی‌ترین رویکرد نظریه سامانه‌ها است. نظریۀ عمومی سامانه‌ها بر ساختار سامانه تمرکز دارد تا کارکرد آن. این نظریه که حدود سال ۱۹۵۵ مطرح شده است، پیشنهاد می‌دهد که سامانه‌های پیچیده فارغ از هدفشان، برخی اصول سازماندهی پایه‌ای مشترک دارند و این اصول می‌تواند به صورت ریاضی مدل شود. این نظریه بر اساس کارهای زیست‌شناس اتریشی لودویگ ون برتلنفی (Ludwig von Bertalanffy)، اقتصاددان بریتانیایی کنت بولدینگ (Kenneth Boulding) و روانشناس ریاضیاتی آمریکایی روسی الاصل آناتول راپوپورت (Anatol Rapoport) توسعه یافت و نیکلاس لومان (Niklas Luhmann) نیز از چهره‌های مهم و بحث‌انگیز در این حوزه به شمار می‌آید.

### اهداف و دیدگاه‌ها
برتلنفی دیدگاه و هدف نظریه عمومی سیستم‌ها را اینگونه بیان کرده است:
1. یک گرایش عمومی به یکپارچگی میان علوم مختلف طبیعی و اجتماعی وجود دارد.
2. به نظر می‌رسد چنان یکپارچگی ای در نظریه عمومی سامانه‌ها متبلور شده است.
3. چنان نظریه‌ای می‌تواند ابزاری مهم برای هدف گذاری نیل به علوم دقیق در حوزه‌های غیر فیزیکی علم باشد.
4. با توسعه اصول وحدت بخش که در جهت عمودی در عالم علوم مفرد جریان دارد، نظریه عمومی سامانه‌ها ما را به هدف وحدت علوم نزدیکتر می‌سازد.
5. این می‌تواند به افزایش نیاز به یکپارچی بیشتر آموزش علوم بینجامد.[۴]

### ویژگی ها
کاربردهای مختلف مفاهیم بنیادی در رشته‌های مختلف توسط ون‌ برتلنفی شناسایی شد و به آن، عبارت «نظریهٔ عمومی سامانه‌ها» اطلاق شد.
مفاهیم بنیادی نظریهٔ سامانه‌ها چندان دچار تغییر نشده‌است و معمولاً شامل موارد زیر است:
- درک موقعیت به صورت کل‌گرایانه (holistically) به جای تحویل‌گرایانه (reductionistically)، به‌مثابهٔ مجموعهٔ وسیعی از اجزای در تعامل درون یک محیط.
- به رسمیت شناختن این قضیه که روابط یا تعاملات میان اجزا از خود اجزا در تعیین رفتار یک سامانه مهم‌تر هستند.
- به رسمیت شناختن سلسله مراتب سامانه‌ها و ایدهٔ این‌که ویژگی‌ها در سطوح مختلف ظاهر می‌شوند و علیت متقابل (mutual causality) در درون و میان سطوح برقرار است.
- پذیرش این‌که در سامانه‌های انسانی، افراد بر اساس مقاصد و عقلانیت‌های مختلف عمل خواهند کرد.

### کاربردها
برخی محققین ادعا می‌کنند که در علوم مدیریت نظریه عمومی سامانه‌ها در کنار نظریات دیگر مانند نظریه اقتضایی مجموعه‌ای از مهارت‌ها را به مدیران نشان می‌دهند که برخی مدیران دیگر به صورت ذاتی از آنها بهره‌مند هستند و می‌توانند در شرایط مناسب آنها را به کار بگیرند. یکی از این مهارت‌ها مهارت دید عمیقتر شرایط است. یعنی ادعا می‌شود کسانی که با نظریه عمومی سامانه‌ها آشنا هستند می‌توانند درک عمیق‌تری از شرایط داشته باشند.
یکی از مهمترین کاربردهایی که نظریه عمومی سامانه ها دنبال می کند، در نظریه پردازی است، به این صورت که تلاش می شود علمی ایجاد شود که در آن مبانی پایه ای حوزه های دیگر استخراج و ترکیب بشود. طبق نظر بولدینگ نیز نظریه عمومی سامانه ها اسکلت علوم به شمار می‌آمد، یعنی نظریه عمومی سامانه ها بنایی شکل داده است که علوم دیگر را در کنار یکدیگر به صورت یک مجموعه دانشی منتظم گرد هم می‌آورد.

## سایبرنتیک
مفهوم مدرن سایبرنتیک به مثابه یک رشته توسط وینر (Wiener)، مک کلوچ (McCulloch) و اشبی پایه‌گذاری شد و معمولاً به مثابه مطالعهٔ علمی و مدل‌سازی ریاضی برای تنظیم مقررات و کنترل هرگونه سامانه‌ای اطلاق می‌شد. سایبرنتیک جریان اطلاعات درون یک سامانه و طریفهٔ استفاده از اطلاعات در سامانه به منظور کنترل سامانه را مورد مطالعه قرار می‌دهد. استافورد بیر (Stafford Beer) در کاربردی‌سازی نظریهٔ سایبرنتیک در مدیریت نقش زیادی داشته‌است.

## پویایی‌شناسی سامانه‌ها(system dynamics)
ایده‌های بنیادی پویایی‌شناسی سامانه‌ها توسط جی فارستر در دههٔ ۱۹۶۰ پی‌ریزی شد. او به مدل‌سازی رفتار پویای سامانه‌هایی همچون جمعیت‌ها در شهرها و زنجیرهٔ تأمین علاقه‌مند بود. اوایل نظریهٔ پویایی‌شناسی سامانه‌ها خیلی محبوبیت داشت اما با انتقاداتی که در سال‌های دههٔ هفتاد صورت گرفت، کم‌کم به حاشیه رفت تا این‌که کتاب پنجمین فرمان پیتر سنکه بار دیگر این نظریات را مطرح کرد و نرم‌افزارهای رایانه‌ای شیبه‌سازی گسترش استفاده از روش‌های این نظریه را تسهیل کرند.

## سامانه‌های نرم و روش‌های ساختاردهی مسئله
سامانه‌های نرم و روش‌های ساختاردهی مسئله خانواده‌ای از رویکردهای مدل‌سازی هستند که هدفشان کمک به گروه‌های با ترکیب متنوع اما منفعت مشترک برای بهبود موقیتشان است. روش‌شناسی توسعه سامانه‌های نرم (SSD) از جمله معروف‌ترین روش‌های در این زمینه به‌شمار می‌آید.

## سامانه‌های انتقادی و چندروش‌شناسی
در دهه ۱۹۸۰ مجموعه جامعی از روش‌های سامانه‌ای به وجود آمده‌بود و این سؤال پدید آمد که کدام روش و کی باید استفاده بشود. در همین زمان پارادایم سومی در سامانه‌ها شروع به رشد کرد که به عنوان تفکر سامانه‌ای نقادانه (Critical Systems Thinking (CST)) یا علوم مدیریت نقادانه (Critical Management Science) شهرت یافت.
روش‌شناسی‌های مختلفی برای انتخاب روش مناسب توسعه یافت و نهایتاً به اینجا رسیدند که از ترکیب روش‌های مختلف یا چندروش‌شناسی باید استفاده کرد.

## کاربردها
درابتدا، نظریهٔ سامانه‌ها پیرامون تنظیم و جمع‌بندی اصول نظری و مفاهیم کلّی و مشترک مربوط به سیستم‌های نسبتاً ساده‌تر در فیزیک، و مهندسی آغاز شد، ولی کم‌کم به‌سوی مطالعهٔ سامانه‌های پیچیده‌تر در زیست‌شناسی، جامعه‌شناسی، اقتصاد، مدیریت، سیاست، مهندسی نرم‌افزار، مهندسی دانش، و مانند آن پیش رفته‌است. رشد ایده‌های معاصر پیرامون این نظریه در زمینه‌های مختلف در کارهای زیست‌شناس لودویگ ون برتلنفی، زبان‌شناس بلا اچ بناتی، و جامعه‌شناس تالکوت پارسونز، و سیستم‌های زیست‌محیطی با هوارد تی.اودم، یوجین اودم و فریجوف کاپرا، و رفتار سازمانی و مدیریت با افرادی مانند پیتر سنجی، و بررسی میان رشته‌ای مانند توسعهٔ منابع انسانی در اثر کار ریچارد سوانسون و دیگران انعکاس یافته‌است.
در فضایی که نظریهٔ سامانه‌ها، به عنوان یک فرارشته، میان‌رشته‌ای با دامنه‌های چند بینشی پدیدآورده، اصول و مفاهیم هستی‌شناسی و فلسفه علم، فیزیک، علوم رایانه، زیست‌شناسی، مهندسی و همچنین جغرافیا، جامعه‌شناسی، علم سیاست، روان درمانی (در قالب خانواده‌درمانی) و علم اقتصاد را گرد هم می‌آورد. بنابر این، نظریهٔ سامانه‌ها همانند پلی است که برای رسیدن به یک تفاهم میان رشته‌ای، میان زمینه‌های خودگردان (مستقل) بررسی، و همچنین در زمینهٔ خود دانش سامانه‌ها عمل می‌کند.
در این رابطه؛ با بودن احتمال برداشت‌های نابجا، ون برتلنفی بر این باور بود که یک نظریهٔ جامع سامانه‌ها «بایستی دستگاه تنظیم‌کنندهٔ مهمی در علوم باشد،» برای محافظت در برابر قیاس‌های سطحی، که؛ " «بی فایده در دانش، و زیان‌بار در پیامدهای عملی خود هستند». دیگران، مثلاً ایلیا پریگوژین، نزدیکی خود را به مفاهیم مستقیم سامانه‌ها؛ که توسط نظریه پردازان اصلی پرورش یافته، حفظ کرده‌اند.